# Pachydelphus
Pachydelphus Jocqué & Bosmans, 1983 è un genere di ragni appartenente alla famiglia Linyphiidae.

## Distribuzione
Le quattro specie attribuite a questo genere sono state rinvenute in Africa centrale: precisamente in Costa d'Avorio, Gabon e Sierra Leone.

## Tassonomia
A dicembre 2011, si compone di quattro specie:
- Pachydelphus africanus (Simon, 1894) — Gabon, Sierra Leone
- Pachydelphus banco Jocqué & Bosmans, 1983[3] — Costa d'Avorio
- Pachydelphus coiffaiti Jocqué, 1983 — Gabon
- Pachydelphus tonqui Jocqué & Bosmans, 1983 — Costa d'Avorio